# Tiefgraben
Tiefgraben là một đô thị thuộc huyện Vöcklabruck thuộc bang Oberösterreich, Áo. Đô thị Tiefgraben có diện tích 38 km², dân số thời điểm năm 2006 là 740 người.